# 谷川稔
谷川 稔（たにがわ みのる、1946年12月 - ）は、日本の歴史学者。専門は、フランス近代史。
京都の近代社会史研究会などを拠点にした、社会史研究第二世代の担い手。『十字架と三色旗』で日本のフランス近代史像を刷新し、大著ノラ編『記憶の場』の全容紹介で「記憶の歴史学」に寄与した。

## 来歴
京都府京都市生まれ。1965年府立洛北高校卒業。1970年京都大学文学部史学科卒業、1975年京都大学大学院文学研究科博士課程単位取得満期退学。1976年10月から、大阪産業大学専任講師・助教授、奈良教育大学助教授、奈良女子大学教授、同大学院教授、パリ第一大学客員教授などを経て、1998年京都大学大学院文学研究科教授。1988年京都大学より文学博士の学位を取得。2005年3月31日、頸髄損傷後遺症、心臓病悪化に、国立大独法化への抗議も込めて京都大学教授を辞職。以後、在野の歴史家となる。
高校の同期生に元外務審議官の田中均、西南アジア史の濱田正美（京大名誉教授）、大学同期生に日本近世史の藤井譲治（京大名誉教授）らがいる。日本近代史の谷川穣（京大教授）は長男。

## 著書

### 単著
- 『フランス社会運動史――アソシアシオンとサンディカリスム』（山川出版社, 1983年）ISBN 4634655705
- 『十字架と三色旗――もうひとつの近代フランス』（山川出版社, 1997年）ISBN 4634481502
- 『国民国家とナショナリズム』（山川出版社, 1999年）ISBN 4634343509
- 『十字架と三色旗―近代フランスの政教分離』（岩波現代文庫、2015年）ISBN 9784006003265

### 共著
- （北原敦・鈴木健夫・村岡健次）『世界の歴史 (22) 近代ヨーロッパの情熱と苦悩』（中央公論新社, 1999年／中公文庫, 2009年）
- （谷口健治・田中正人・渡辺和行・常松洋・藤川隆男ほか）『規範としての文化――文化統合の近代史』（平凡社, 1990年／ミネルヴァ書房, 2003年）ISBN 4582427111
- （福井憲彦編、林田伸一、渡辺和行）『フランス史・下』（山川セレクション, 2021年）ISBN 978-4-634-42390-9

### 編著
- 『歴史としてのヨーロッパ・アイデンティティ』（山川出版社, 2003年）ISBN 4634649101

### 共編著
- （服部春彦）『フランス近代史――ブルボン王朝から第五共和政へ』（ミネルヴァ書房, 1993年）ISBN 4623022099
- （服部春彦）『フランス史からの問い』（山川出版社, 2000年）ISBN 4634673002
- （渡辺和行）『近代フランスの歴史――国民国家形成の彼方に』（ミネルヴァ書房,  2006年）ISBN 4623044955
- （喜安朗・北原敦・岡本充弘）『歴史として、記憶として――「社会運動史」1970-1985』（御茶の水書房, 2013年）ISBN  978-4-275-01032-2
- （金澤周作・川島昭夫・南直人）『越境する歴史家たちへ――「近代社会史研究会」（1085-2018）からのオマージュ』（ミネルヴァ書房, 2019年）ISBN 978-4-623-08566-8

### 訳書
- ジョルジュ・ルフラン『フランス労働組合運動史』（白水社, 1974年）ISBN 4806804592
- H・デュビエフ編『サンディカリスムの思想像』（共訳、田中正人・上村祥二・藤本佳子と、鹿砦社、1978年）
- 河野健二編『資料　フランス初期社会主義――二月革命とその思想』（共訳、阪上孝ほかと、平凡社、1979年）
- 河野健二編『資料 フランス革命』 （共訳、文献解題、岩波書店、1989年）
- ミシェル・ヴォヴェル『フランス革命と教会』（共訳、天野知恵子、平野千果子、田中正人と、人文書院, 1992年）ISBN 4409510258
- フランソワ・フュレ、モナ・オズーフ編『フランス革命事典Ⅰ』(河野健二・服部春彦・阪上孝らと共訳、みすず書房、1995年）
- ピーター・バーク編『ニュー・ヒストリーの現在――歴史叙述の新しい展望』（共訳、谷口健治、川島昭夫、太田和子ほかと、人文書院, 1996年）ISBN 440951041X
- アレン・グットマン『スポーツと帝国――近代スポーツと文化帝国主義』（共訳、石井昌幸、池田恵子、石井芳枝と、昭和堂, 1997年）ISBN 4812297125
- ピエール・ノラ編『記憶の場――フランス国民意識の文化=社会史（全3巻）』（共監訳、天野知恵子、上垣豊、長井伸仁、平野千果子ほかと、岩波書店, 2002-2003年）ISBN 4000225197 ISBN 4000225200 ISBN 4000225219

### 主要論文
- 「サンディカリスムにおける革命理念」(『現代の理論』150号、1976年）
- 「《産業帝政》下における労働運動の再生」（河野健二編『フランス・ブルジョア社会の成立』岩波書店、1977年）
- 「プル－ドン主義とサンディカリスム」(『思想』647号、1978年)
- 「フランス人民戦線の夢と祭―ヴァカンスと工場占拠」（角山栄ほか編『講座西洋経済史－Ⅵ』同文館、1980年）
- 「シモ－ヌ・ヴェイユとサンディカリスム」（河野健二編『ヨ－ロッパ1930年代』岩波書店1980年）
- 「コルボンと『パリ民衆の秘密』」 (『思想』702号、1982年)
- 「二月革命と『カトリシスム』」（阪上孝編『１８４８－国家装置と民衆』ミネルヴァ書房、1985年）
- 「コンパニョナージュと職能的共同体」（二宮宏之他編『＜世界史への問い＞第4巻－社会的結合』岩波書店、1989年）
- 「19世紀フランス農村の知・モラル・ヘゲモニー」（近藤和彦・福井憲彦編『歴史の重さ』日本エディタースクール、1991年）
- 「文化革命としてのフランス革命」（服部・谷川編『フランス近代史―ブルボン王朝から第5共和政へ』ミネルヴァ書房、1993年）
- 「もう一つのフランス近代史のために」、「反省の弁―なぜに去り行かぬ近代」（遅塚忠躬・近藤和彦編『過ぎ去ろうとしない近代』（山川出版社、1993年）
- 「文化=社会史の万華鏡―『記憶の場』の読み方・読まれ方」『思想』911号、2000年
- 「『記憶の場』の彼方に」（Ｐ・ノラ編『記憶の場』日本語版序文、2002年）
- 「ノラ編『記憶の場』」（樺山紘一編『新・現代歴史学の名著』2010年、2016年に韓国語版）
- 「全共闘運動の残像と歴史家たち―社会運動史から社会史へ」（共編著『記憶として 歴史として』お茶の水書房、2013年）
- 「「近社研」の軌跡をたどる―情熱の草創から苦渋の終幕へ」（共編著『越境する歴史家たちへ』ミネルヴァ書房、2019年）